# Kirtorf
Kirtorf település Németországban, Hessen tartományban. Lakosainak száma 3114 fő (2023. december 31.).

## Népesség
A település népességének változása:
| Lakosok száma | 3164 | 3137 | 3159 | 3199 | 3114 |
|               | 2017 | 2019 | 2021 | 2022 | 2023 |